# Roman Banach

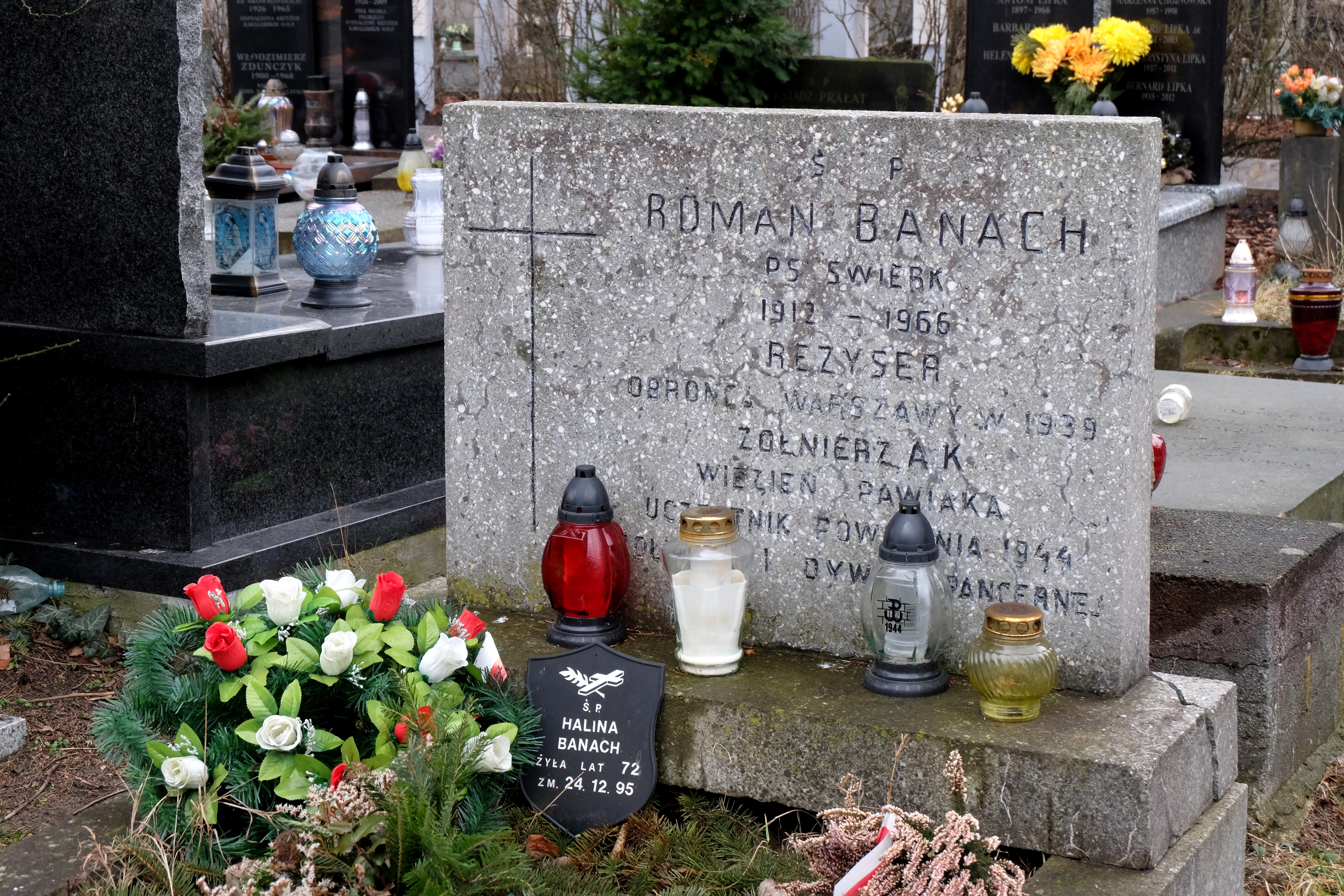
Grób Romana Banacha na Cmentarzu Wojskowym na Powązkach w Warszawie

Roman Banach, ps. „Świerk” (ur. 29 sierpnia 1907 w Czortkowie, zm. 12 sierpnia 1966 w Warszawie – polski operator, realizator, montażysta, reżyser i scenarzysta filmów dokumentalnych, żołnierz podziemia niepodległościowego w czasie II wojny światowej, uczestnik powstania warszawskiego, w czasie którego działał jako operator filmowy.

## Życiorys
Był synem Teofila i Kazimiery z d. Dyhdalewicz. Ukończył Gimnazjum im. Juliusz Słowackiego w Czortkowie. Następnie studiował w Szkole Nauk Politycznych i Instytucie Spraw Społecznych. W 1934 roku rozpoczął pracę w zespole filmowym. W latach 1934–1939 uczestniczył w realizacji kilkunastu filmów dokumentalnych, oświatowych i propagandowych. We wrześniu 1939 był autorem kronik filmowych dokumentujących obronę Warszawy, podczas polskiej wojny obronnej września 1939 r..
Podczas okupacji wstąpił do ZWZ, a następnie AK przyjmując pseudonim „Świerk”. Był przydzielony do Dywizjonu „Jeleń”. Od kwietnia 1941 do lutego 1942 roku był więziony na Pawiaku, a podczas przesłuchań torturowany przez Niemców. Był współpracownikiem referatu filmowego Biura Informacji i Propagandy Komendy Głównej AK. 
W czasie powstania warszawskiego dokumentował działania powstańcze dywizjonu „Jeleń” i Pułku „Baszta” oraz życie codzienne mieszkańców stolicy, działając na terenie Śródmieścia Północ i Mokotowa. 27 września 1944 roku po 12 godzinnej wędrówce kanałami przedostał się z Mokotowa do Śródmieścia. Po zakończeniu powstania został wzięty do niewoli i osadzony w obozie jenieckim Stalag XI B w Fallingbostel (numer jeniecki 140779). W latach 1945–1947 był operatorem filmowym w Sekcji Filmowej Plutonu Opieki nad Żołnierzem I Dywizji Pancernej gen. Stanisława Maczka, i zrealizował pięć kronik dywizjonu.  
W 1947 roku powrócił do kraju. W Wytwórni Filmowej Wojska Polskiego „Czołówka” pracował nad produkcją filmów dokumentalnych, między innymi jako reżyser i scenarzysta. 
Zdjęcia jego autorstwa znalazły się w filmie Powstanie Warszawskie (2014) - został za nie pośmiertnie nominowany do Polskiej Nagrody Filmowej w 2015.
Pochowany na cmentarzu Powązki Wojskowe w Warszawie (kwatera A2-1-14).
Jego bratem był Teofil Banach, żołnierz Wojska Polskiego, inspektor w Armii Krajowej, rozstrzelany przez Niemców.

## Filmografia
- „Odbudowa Ziem Odzyskanych” (1947, reżyseria, scenariusz, montaż)
- „Mistrzowie szybkich wytopów” (1950, realizacja, scenariusz),
- „Zwycięska droga” (1951, reżyseria, scenariusz),
- „Młodzi inżynierowie” (1952, reżyseria, scenariusz)
- „Operacja Trójmiasto” (1967, scenariusz).

## Odznaczenia
- Medal Wojska (1948, dwukrotnie)
- Krzyż Armii Krajowej (1977, pośmiertnie)